# Три женщины и мужчина
«Три женщины и мужчина» (белор. Тры жанчыны і мужчына) — художественный фильм.

## Сюжет
Три женщины влюблены в одного мужчину: Нина, современная деловая женщина, её двоюродная сестра Жаклин, приехавшая из Парижа, и Юля — парикмахер. Они страшно ревнуют его друг к другу.

## В ролях
- Евгения Глушенко — Жаклин
- Нина Усатова — Нина
- Юлия Полубинская — Юля
- Александр Песков — Саша